# Љубав у мрачно доба
Љубав у мрачно доба: Геј животи од Оскара Вајлада до Педра Алмодовара је књига аутора Калама Тоубина коју је објавила издавачка кућа Picador 2001. године. Српско издање објавило је издавачк акућа Карпос из Лознице 2022. године, у преводу Иване Максић, Горана Бојовића и Горана Капетановића.

## О књизи
Књига Љубав у мрачно доба се бави животима и делима неких од највећих и најутицајнијих уметника деветнаестог и двадесетог века. Теме есеја у књизи су турбулентни животи различитих уметника, од Оскара Вајлда, рођеног 1850. године, до Педра Алмодовара, рођеног готово један век касније. Калам Тоубин је покушао да проникне у то како је свет који се мења утицао на животе људи који су крили своју хомосексуалност, мапирајући законе жудње који су мењали све у њиховим приватним животима, али и поетици њиховог стваралаштва.
Аутора нису занимале ствараоци чији су романи смањили тензију и олакшали живот геј људима, романописци чију је храброст уважавао с извесним страхопоштовањем, већ личности чије је наслеђе било двосмислено, које су пропатиле због своје хомосексуалности као Оскар Вајлд (1854–1900) и ирски револуционар Роџер Кејсмент (1864–1916) или су осећали нелагоду због ње и држали је у тајности попут Томаса Мана (1875–1955) и песникиње Елизабет Бишоп (1911–1979).
Били су то они који су допустили да хомосексуалност допуњује њихово дело, пре него да њим доминира, као што је случај са делом писца Џејмса Болдвина (1924–1987), затим они који су цветали у неповољним условима попут сликара Френсиса Бејкона (1909–1992) и режисера Педра Алмодовара (1949–), као и они који су писали елегије и мемоаре током епидемије ХИВ-а попут песника Тома Гана (1929–2004) и Марка Доутија (1953–).
Љубав у мрачно доба је књига о геј личностима за које је чињеница да су геј била секундарна у њиховом јавном животу, било као последица избора или нужности. У њиховин личним животима закони жудње су изменили скоро све, а борба коју су водили за геј сензибилитет почела је као искључиво лична борба, а потом се полако, уколико су се тај геј мушкарац или жена бавили писањем или сликањем, режијом или иновацијама, увукла у језик, слике и политику на чудесне и очаравајуће начине. “

## Награде
- Књига је номинована за награду Randy Shilts за геј документарну литературу (2003)[1],
- Ламда књижевна награда за студије (2002)[1],